# Светозеро
Светозеро — озеро на территории Пяльмского сельского поселения Пудожского района Республики Карелии.

## Общие сведения
Площадь озера — 1,7 км². Располагается на высоте 164,4 метров над уровнем моря.
Форма озера овальное: немного вытянуто с северо-запада на юго-восток. Берега каменисто-песчаные, преимущественно заболоченные.
С северной стороны озера вытекает Святручей, втекающий в реку Яньгу, вытекающую из Сярьгозера и втекающую в реку Выг.
С южной стороны озера проходит лесная дорога.
Код объекта в государственном водном реестре — 02020001211102000006798.